# Всегда в моих мыслях
«Всегда в моих мыслях» (иер. трад. 搶錢夫妻, упр. 抢钱夫妻, кант.-рус.: Чунг чин фучай, англ. Always on My Mind) — гонконгская комедия 1993 года, режиссёр Джэйкоб Чён. Главные роли в фильме исполнили Джозефин Сяо и Майкл Хёй.
Картина получила три номинации на 13-й Гонконгской кинопремии.

## Сюжет
Репортёр Яу-Вэй (Майкл Хёй) узнаёт, что у него рак и жить ему осталось всего три месяца. Его боссы с телеканала решают нажиться на этой ситуации и во всеуслышание сообщают, что на канале новости ведёт человек, который через три месяца умрёт. Чтобы не пугать близких, Яу-Вэй говорит жене (Джозефин Сяо) и детям, что это всего лишь ошибка и он всё придумал ради денег.

## В ролях
- Майкл Хёй — Яу-Вэй
- Джозефин Сяо — Янь, жена Яу-Вэйя
- Чери Чань[кит.] — Сюзанна
- Джэйкоб Чун — камео
- Сай Чо — доктор
- Уильям Тюен — командир Луис
- Милк Хо — ведущий телевизионных новостей
- Джо Джуниор — мистер Пун
- Рэйн Лау — ведущая телевизионных новостей
- Кей-Хей Леунг — фотограф
- Рэймонд Луи — Адам

## Награды и номинации
| Награды                     | Награды             | Награды              | Награды   |
| Кинопремия                  | Категория           | Лауреат / претендент | Результат |
| --------------------------- | ------------------- | -------------------- | --------- |
| 13-я Гонконгская кинопремия | Лучший фильм        | Всегда в моих мыслях | Номинация |
| 13-я Гонконгская кинопремия | Лучший сценарий     | Джеймс Юэнь          | Номинация |
| 13-я Гонконгская кинопремия | Лучшая женская роль | Джозефин Сяо         | Номинация |